# Опекунский совет (Москва)
Опекунский совет — здание в Москве (улица Солянка, 14, строение 3), в котором до революции 1917 года размещался московский Опекунский совет. Значительная московская постройка в стиле ампир, памятник архитектуры. В настоящее время в здании расположен Российский научный фонд.
Построено по проекту Д. И. Жилярди и А. Г. Григорьева в 1823—1826 годах рядом с Воспитательным домом на сравнительно небольшом участке (100 метров по фронту улицы). Вначале ансамбль включал:
- центральный корпус с ионической колоннадой (в нём были расположены конторские и приёмные помещения);
- два флигеля, соединённых с центральным корпусом каменной оградой, в которых жили сотрудники;
- хозяйственные постройки во дворе.

Восьмиколонный портик увенчан фризом работы скульптора И. П. Витали и треугольным фронтоном. Колоннада поднята на высокий подиум с основанием, прорезанным входными арками. Ко входу ведёт широкая лестница.
Здание завершено куполом на массивном барабане с полукруглыми окнами.
Здание было перестроено в 1847 году по проекту М. Д. Быковского, центральная часть при этом была оставлена без изменений, как и интерьеры центральных залов для приема посетителей и конторских операций, объединённые в единое пространство с использованием арок вместо стен.
Тематика отделки интерьера отражает функцию Опекунского совета: попечение о незаконнорождённых детях и сиротах. Скульптуры принадлежат И. П. Витали и С. П. Кампиони[уточнить], роспись — включая высокий свод парадного зала заседаний присутствия совета, покрытый гризайлью — выполнена П. Руджио. Скульптурные группы на воротах со стороны Солянки (относящиеся к ансамблю Воспитательного дома) символизируют «Милосердие» и «Воспитание».